# Első Sănătescu-kormány
Romániában – a háborúból való jól megszervezett „kiugrást” követően – 1944. augusztus 24-én Constantin Sănătescu tábornok vezetésével alakult kormány, amelyben a Nemzeti Demokratikus Blokk (Blocul Național Democrat) mind a négy pártja – Nemzeti Parasztpárt, Nemzeti Liberális Párt, Román Szociáldemokrata Párt és az illegalitásban működő Román Szocialista Párt – tárcához jutott, bár a kormány többségét katonák alkották. A kormány a Román Nemzeti Bank pincéjében kezdte meg működését, s a kabinet hivatalba lépése után egyik első intézkedésével hadat üzent Románia volt szövetségesének, a hitleri Németországnak. Az 1944. augusztus 31-i dekrétummal visszaállították az 1923-as alkotmányt, amelyet II. Károly király 1938 februárjában függesztett fel.

## Kormányösszetétel
Az első Sănătescu-kormány összetétele – 1944. augusztus 23-ától november 4-éig
| Kép | Név                       | Tisztség | Párt                        | Megjegyzés |
| --- | ------------------------- | --- | --------------------------- | ---------- |
|     | Constantin Sănătescu      | Miniszterelnök (Október 13-ától nemzetgazdasági és pénzügyminiszter is.)                                       | pártonkívüli                | tábornok   |
|     | Iuliu Maniu               | Államminiszter                                                                                                 | Nemzeti Parasztpárt         |            |
|     | Constantin Brătianu       | Államminiszter                                                                                                 | Nemzeti Liberális Párt      |            |
|     | Lucrețiu Pătrășcanu       | Államminiszter (Szeptember 8-áig igazságügy-miniszter is.)                                                     | Román Kommunista Párt       |            |
|     | Constantin Titel-Petrescu | Államminiszter                                                                                                 | Román Szociáldemokrata Párt |            |
|     | Aurel Aldea               | Belügyminiszter                                                                                                | pártonkívüli                | tábornok   |
|     | Grigore Niculescu-Buzești | Külügyminiszter                                                                                                | Nemzeti Parasztpárt         |            |
|     | Gheorghe Potopeanu        | Nemzetgazdasági és pénzügyminiszter (Október 13-áig.)                                                          | pártonkívüli                | tábornok   |
|     | Aureliu Căpățână          | Igazságügy-miniszter (Szeptember 8. és október 4. között.)                                                     | ?                           |            |
|     | Ion Boițeanu              | Közoktatásügyi miniszter (1944. szeptember 1-jétől vallásügyi és művelődési miniszter.)                        | pártonkívüli                | tábornok   |
|     | Ioan Mihail Racoviță      | Nemzetvédelmi miniszter (1944. szeptember 1-jétől hadügyminiszter.)                                            | pártonkívüli                | tábornok   |
|     | Dimitrie D. Negel         | Földművelésügyi miniszter (Október 4-étől igazságügy-miniszter is.)                                            | ?                           |            |
|     | Constantin Eftimiu        | Közmunkaügyi és közlekedési miniszter                                                                          | pártonkívüli                | tábornok   |
|     | dr. Nicolae Marinescu     | Munka- és közegészségügyi miniszter (1944. szeptember 1-jétől munka-, közegészségügyi és szociális miniszter.) | pártonkívüli                | tábornok   |